# Ricardo Mestre
Ricardo Jorge Mestre Correira (* 11. September 1983 in Faro) ist ein portugiesischer Radrennfahrer.

## Sportliche Laufbahn
Ricardo Mestre begann seine Karriere 2005 bei dem portugiesischen Continental Team Duja/Tavira. Bei der Portugal-Rundfahrt 2006 gewann er die sechste Etappe von Santo Tirso nach Fafe und übernahm das Führungstrikot, welches er am nächsten Tag jedoch wieder abgeben musste. In der Gesamtwertung beendete er die Rundfahrt auf dem neunten Rang. 2010 gewann er die Gesamtwertung der Bulgarien-Rundfahrt und 2011 die Gesamtwertung der Portugal-Rundfahrt. 2011 sowie 2012 entschied er das renommierte heimische Rennen Grande Prémio Internacional de Torres Vedras für sich. 2018 gewann er eine Etappe der Asturien-Rundfahrt, 2019 den Grande Prémio Jornal de Notícias.
Im April 2022 wurden im Rahmen von Hausdurchsuchungen bei Mestre verbotene Wachstumshormone gefunden. Daraufhin wurde er durch die portugiesische Anti-Doping-Agentur ADoP drei Jahre wegen des Besitzes verbotener Substanzen gesperrt.

## Erfolge
2006
- eine Etappe Volta a Portugal

2010
- Gesamtwertung Bulgarien-Rundfahrt

2011
- Gesamtwertung und eine Etappe Grande Prémio Internacional de Torres Vedras
- Gesamtwertung und eine Etappe Volta a Portugal

2012
- eine Etappe und Gesamtwertung Grande Prémio Internacional de Torres Vedras

2018
- eine Etappe Vuelta a Asturias